# Čačak
Čačak (serbisk kyrilliskaː Чачак) är en stad i Serbien med 73 000 invånare (kommunen har 117 000). Från Čačak går det motorväg till huvudstaden Belgrad.

## Bilder

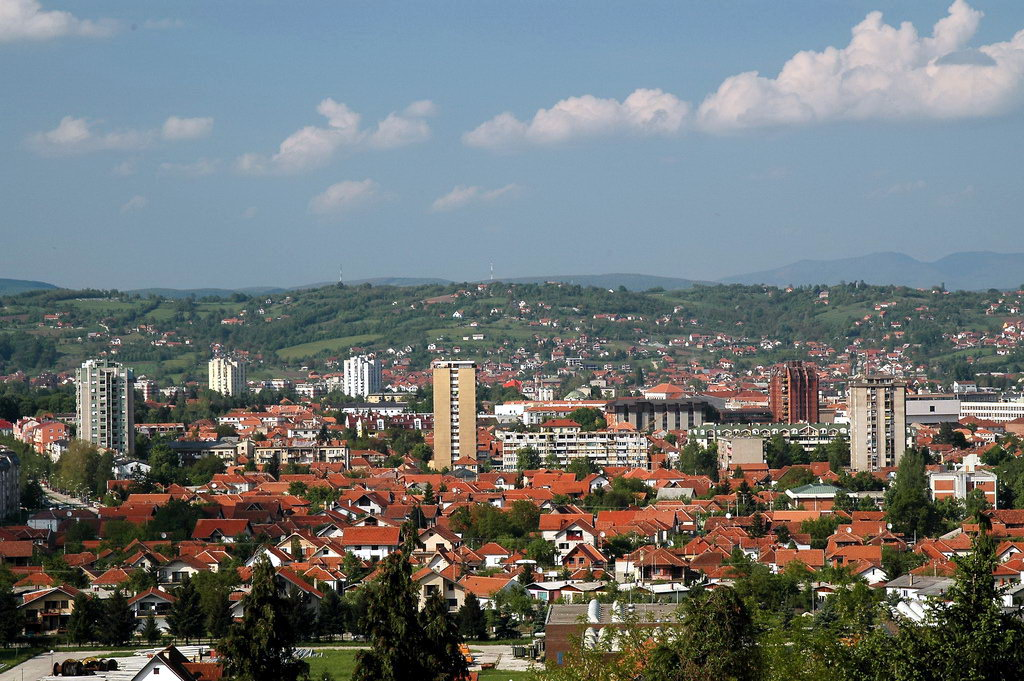
Vy över Čačak.
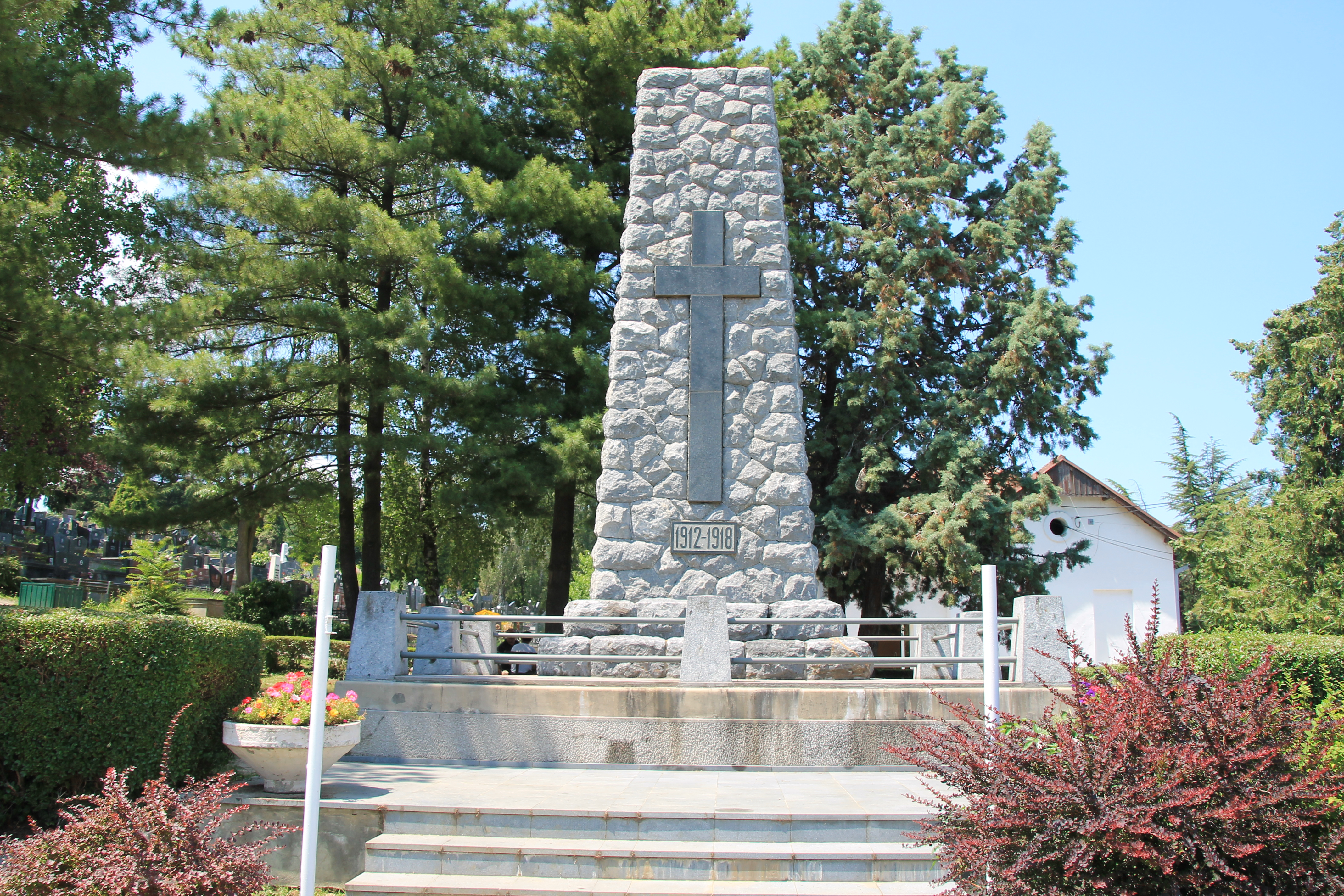
Monument till de stupade soldaterna under balkankrigen och första världskriget.